# Меликян, Арсен Степанович
Арсен Степанович Меликян (арм. Արսեն Մելիքյան; род. 17 мая 1976 года в Ереване, Армянская ССР) — армянский тяжёлоатлет,  бронзовый призёр Олимпийских игр 2000 года, бронзовый призёр Чемпионата Европы 2005 года.

## Карьера
Самым крупный успех в спортивной карьере пришёл к Арсену Меликяну в возрасте 24 лет на Летних Олимпийских играх 2000 года в Сиднее, где в категории до 77 килограмм он поднял общий вес в 365 кг (в рывке - 167,5 кг, в толчке - 197,5 кг) и завоевал бронзовую медаль, проиграв только Чжань Сюйгану из Китая и греку Виктору Митру. Эта бронза — первая медаль такого достоинства для независимой Армении на Олимпийских играх (до этого на Олимпиаде-1996 армянские спортсмены уже получали золотую и серебряную медаль).
На Чемпионате Европы 2005 года в столице Болгарии Софии Меликян также завоевал бронзовую медаль, но на этот раз в весовой категории до 85 килограмм. В рывке он поднял 165 кг, а в толчке - 197,5 кг, общий вес составил 362,5 килограмм.